# Tina Bachmann (biatlete)
Tina Bachmann (Schmiedeberg, 15 juli 1986) is een voormalige Duitse biatlete.

## Carrière
Bij haar wereldbekerdebuut, in maart 2009 in Trondheim, scoorde Bachmann direct haar eerste wereldbekerpunten. Een week later, bij haar derde wereldbekerwedstrijd in Chanty-Mansiejsk, boekte de Duitse haar eerste wereldbekerzege. Bachmann was lid van het Duitse team tijdens de Olympische Winterspelen 2010 in Vancouver, maar kwam niet in actie.
Tijdens de wereldkampioenschappen biatlon 2011 in Chanty-Mansiejsk veroverde Bachmann de zilveren medaille op de 15 kilometer individueel, op de 12,5 kilometer massastart eindigde ze op de twaalfde plaats. Samen met Andrea Henkel, Miriam Gössner en Magdalena Neuner sleepte ze de wereldtitel in de wacht op de 4x6 kilometer estafette.

## Resultaten

### Olympische Winterspelen
| Jaar | Plaats    | Onderdeel   | Onderdeel | Onderdeel     | Onderdeel  | Onderdeel | Onderdeel          |
| Jaar | Plaats    | Individueel | Sprint    | Achtervolging | Massastart | Estafette | Gemengde estafette |
| ---- | --------- | ----------- | --------- | ------------- | ---------- | --------- | ------------------ |
| 2010 | Vancouver | –           | –         | –             | –          | –         |                    |
| 2014 | Sotsji    | –           | –         | –             | –          | –         | –                  |

### Wereldkampioenschappen
| Jaar | Plaats           | Onderdeel                               | Onderdeel                               | Onderdeel                               | Onderdeel                               | Onderdeel                               | Onderdeel          |
| Jaar | Plaats           | Individueel                             | Sprint                                  | Achtervolging                           | Massastart                              | Estafette                               | Gemengde estafette |
| ---- | ---------------- | --------------------------------------- | --------------------------------------- | --------------------------------------- | --------------------------------------- | --------------------------------------- | ------------------ |
| 2008 | Östersund        | –                                       | –                                       | –                                       | –                                       | –                                       | –                  |
| 2009 | Pyeongchang      | –                                       | –                                       | –                                       | –                                       | –                                       | –                  |
| 2010 | Chanty-Mansiejsk | Niet gehouden vanwege Olympische Spelen | Niet gehouden vanwege Olympische Spelen | Niet gehouden vanwege Olympische Spelen | Niet gehouden vanwege Olympische Spelen | Niet gehouden vanwege Olympische Spelen | –                  |
| 2011 | Chanty-Mansiejsk | Zilver                                  | –                                       | –                                       | 11e                                     | Goud                                    | –                  |
| 2012 | Ruhpolding       | 48e                                     | 22e                                     | 14e                                     | 4e                                      | Goud                                    | –                  |
| 2013 | Nové Město       | –                                       | –                                       | –                                       | –                                       | –                                       | –                  |
| 2015 | Kontiolahti      | –                                       | –                                       | –                                       | –                                       | –                                       | –                  |

### Wereldkampioenschappen junioren
| Jaar | Plaats       | Onderdeel   | Onderdeel | Onderdeel     | Onderdeel |
| Jaar | Plaats       | Individueel | Sprint    | Achtervolging | Estafette |
| ---- | ------------ | ----------- | --------- | ------------- | --------- |
| 2005 | Kontiolahti  | 25e         | 11e       | 18e           | –         |
| 2006 | Presque Isle | –           | –         | –             | –         |
| 2007 | Martell      | 15e         | 20e       | 16e           | –         |

### Wereldbeker
Eindklasseringen
| Seizoen   | Algemeen | Individueel | Sprint | Achtervolging | Massastart |
| --------- | -------- | ----------- | ------ | ------------- | ---------- |
| 2008/2009 | 49e      | –           | 37e    | 45e           | –          |
| 2009/2010 | 22e      | 60e         | 19e    | 15e           | 17e        |
| 2010/2011 | 18e      | 10e         | 20e    | 17e           | 15e        |
| 2011/2012 | 14e      | 32e         | 14e    | 11e           | 10e        |
| 2012/2013 | 72e      | 62e         | 74e    | 62e           | –          |
| 2013/2014 | –        | –           | –      | –             | –          |
| 2014/2015 | 86e      | –           | –      | 69e           | –          |

Wereldbekerzeges
| Nr. | Datum         | Plaats           | Discipline    |
| --- | ------------- | ---------------- | ------------- |
| 1.  | 27 maart 2009 | Chanty-Mansiejsk | 7,5 km sprint |